# Auckland Zoo
Koordinaten: 36° 51′ 50,8″ S, 174° 43′ 10,8″ O
Der Auckland Zoo ist der Zoo der Stadt Auckland auf der Nordinsel in Neuseeland. Der Tierpark ist Mitglied der Zoo and Aquarium Association Australasia (ZAA), der World Association of Zoos and Aquariums (WAZA) sowie ein assoziiertes Mitglied der European Association of Zoos and Aquaria (EAZA) und wird als Non-Profit-Organisation geführt.

## Geschichte
Der erste Zoo im Auckland Council öffnete seine Tore für die Öffentlichkeit in Onehunga, einem Vorort von Auckland. Der Royal Oak Zoo genannte Tierpark wurde auf einer Fläche von rund 2,5 Hektar angelegt und privat geführt. Es handelte sich dabei um eine Menagerie auf der in seiner Blütezeit mehr als 2000 Vögel und andere Tiere gehalten wurden. Der Royal Oak Zoo war eine ständige Quelle von Verärgerungen, da sich die Anwohner über den Lärm, den Geruch, die Menschenansammlungen und die potentielle Bedrohung durch gefährliche Tiere in ihrer Nachbarschaft beschwerten. Nach umfangreichen Diskussionen beschloss der Gemeinderat Anfang 1922, den Zoo zu schließen. Im Juni 1922 kaufte der Stadtrat von Auckland den verbliebenen Rest der Tiere und eröffnete am 16. Dezember 1922 auf einer Fläche von 11,0 Hektar den nun Auckland Zoo genannten Tierpark am aktuellen Standort. Der Zoo verstand sich zunächst als eine Einrichtung, die den Besuchern, speziell Kindern zur Unterhaltung diente. Im Laufe der Jahre änderten sich  die Einstellungen zum Tierschutz und es entstanden größere, hellere und natürlichere Anlagen. In den 1960er Jahren begann eine grundlegende Überholung der Anlagen, die dem aktuellen Standard der Tierhaltung entsprachen. Außerdem fand eine Erweiterung des Geländes um ungefähr 5,0 Hektar statt. Auch in den Folgejahren fanden Verbesserungen und Neubauten in den Anlagen des Zoos statt.

## Anlagenkonzept und Tierbestand

### Tierbereiche
Der Auckland Zoo ist in fünf große Bereiche untergliedert, die die Tiere derart zusammenfassen, wie es ihren natürlichen Lebensräumen in freier Wildbahn entspricht und die mit Rundwegen (tracks) gekennzeichnet sind. Diese Bereiche sind als South America Rainforest Track (für Bewohner des südamerikanischen Regenwalds), South East Asia Jungle Track mit der Zusatzabteilung Asian Elephants  (für die Fauna Asiens), African Safari Track (für afrikanische Steppenbewohner), Australian Bush Track (für Tiere Australiens) sowie als Te wao nui für die heimische Fauna Neuseelands bezeichnet.

### Tierkrankenhaus
Das Tierkrankenhaus des Auckland Zoos ist als Zentrum für erkrankte Zootiere sowie auch für verletzte einheimische Wildtiere eingerichtet. Das Team von Tierärzten arbeitet auch an verschiedenen Naturschutzprojekten sowie an Forschungen zur Naturschutzmedizin. Im Tierkrankenhaus gibt es einem Aussichtsbereich für Besucher. Diese können die Arbeit der Tierärzte in Aktion erleben. Es ist beispielsweise möglich, Zahnbehandlungen, Röntgenaufnahme, Ultraschalluntersuchungen oder mikroskopische Untersuchung auf Parasiten mitzuverfolgen.

### Neuseeländische Fauna
Die Abteilung Te wao nui wurde am 11. September 2011 eröffnet, umfasst etwa 4 Hektar des Zoogeländes und beinhaltet die Vielfalt der neuseeländischen Fauna. Der Name Te wao nui ist aus der Sprache der Ureinwohner abgeleitet, bedeutet „Großer Wald“, spiegelt für die Māori das Ökosystem mit der darin lebenden Pflanzen- und Tierwelt wider und umfasst sechs Lebensräume: The Coast (die Küste), mit dem angegliederten Bereich für Seelöwen und Pinguine, The Islands (die Inseln), The Wetlands (die Feuchtgebiete), The Night (die Nacht) und The Forest and The High Country (der Wald und das Hochland). In den Anlagen sind schwerpunktmäßig Vogelarten, beispielsweise Kiwis (Apteryx), Weißwangenreiher (Egretta novaehollandiae), Zwergpinguin (Eudyptula minor), Kaka (Nestor meridionalis), Kea (Nestor notabilis), Tüpfelscharbe (Phalacrocorax punctatus), Campbellente (Anas nesiotis) sowie der Malherbesittich (Cyanoramphus malherbi), von dem in freier Wildbahn nur etwa 200 bis 400 Individuen leben und zeitweise der Kakapo (Strigops habroptila), gezeigt. Großenteils sind die Arten in Neuseeland endemisch, wie auch die Brückenechse (Sphenodon punctatus).

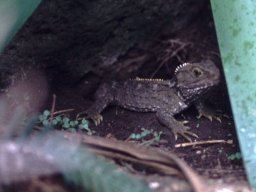
Brückenechse
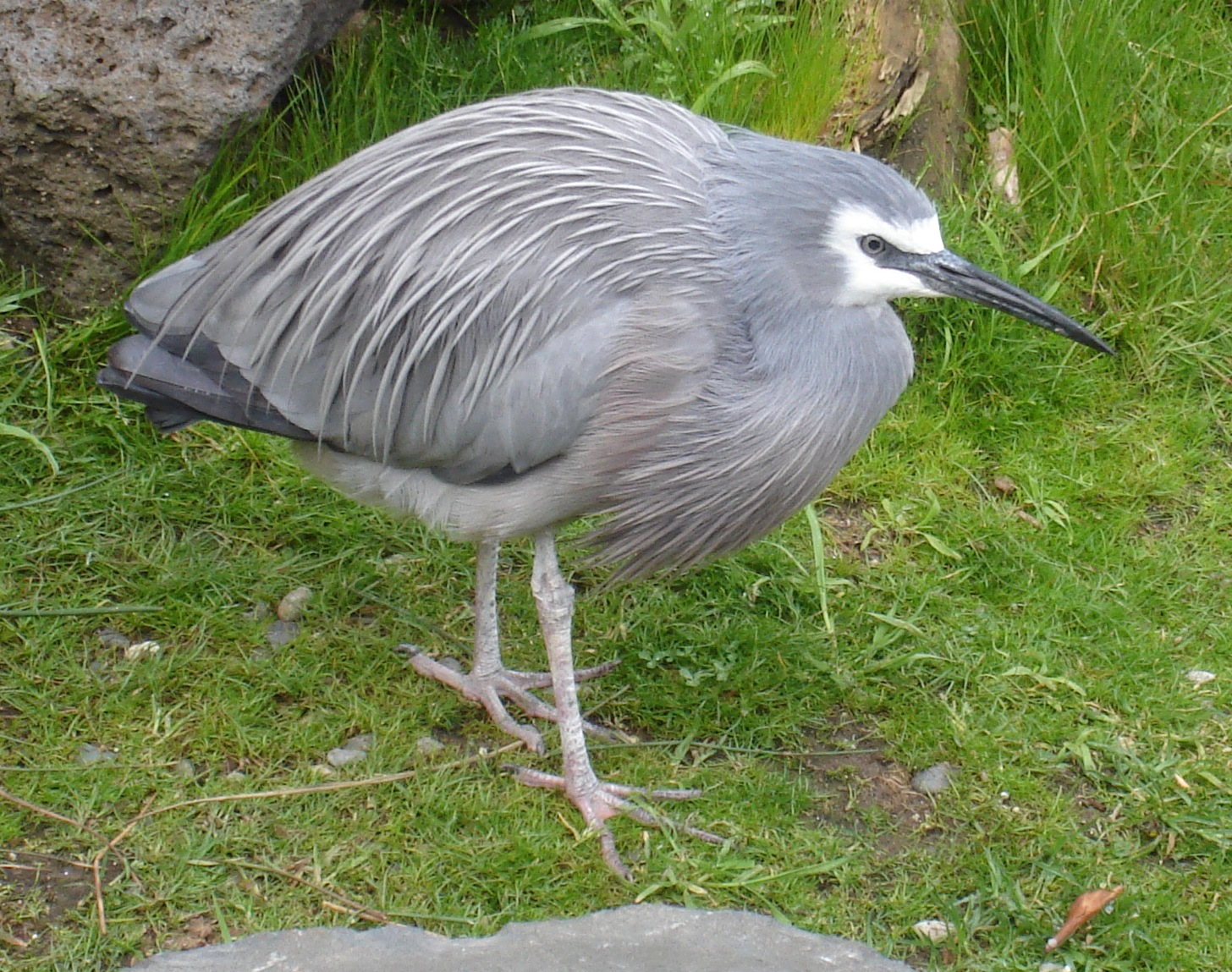
Weißwangenreiher (Egretta novaehollandiae)
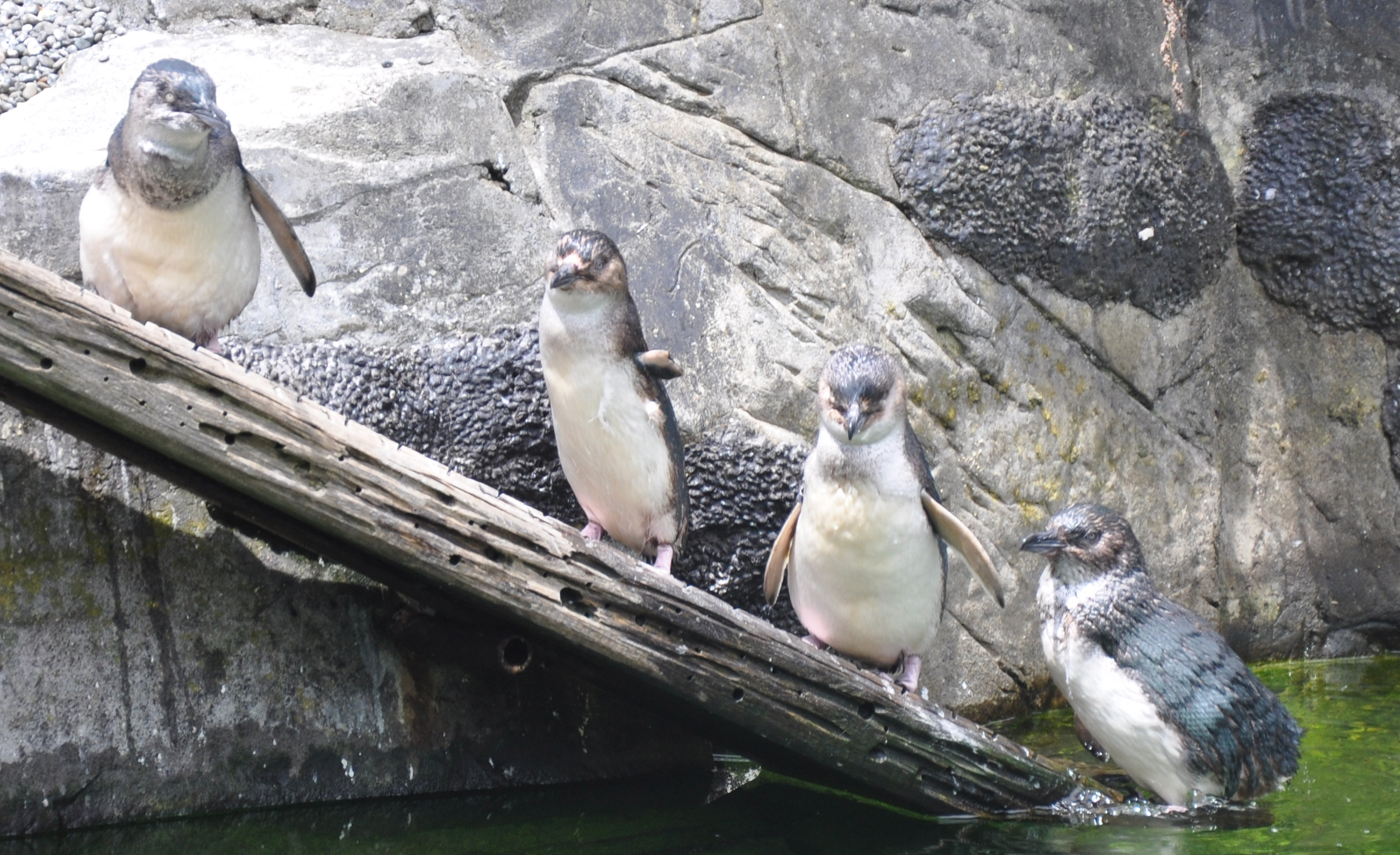
Zwergpinguine
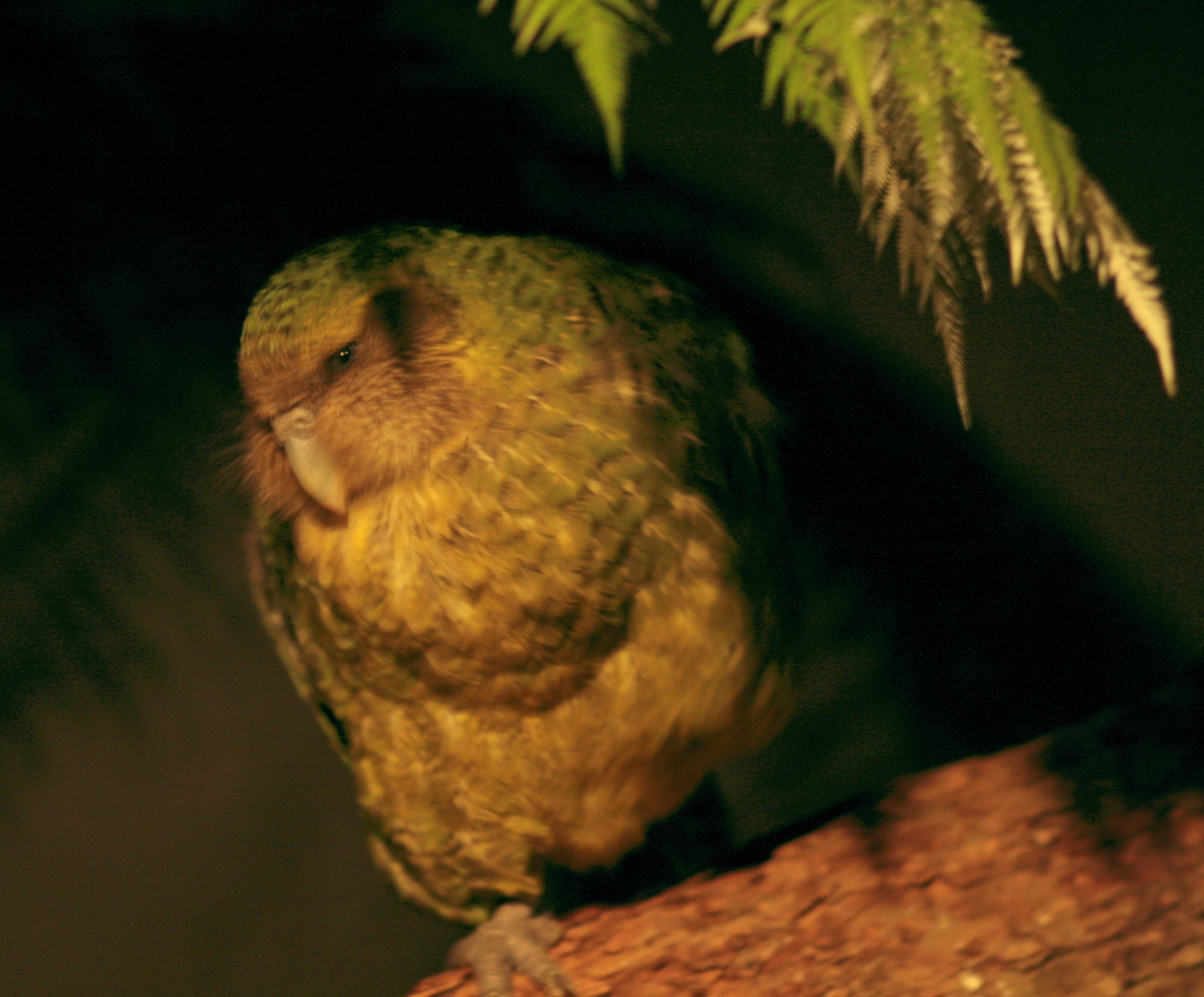
Kakapo
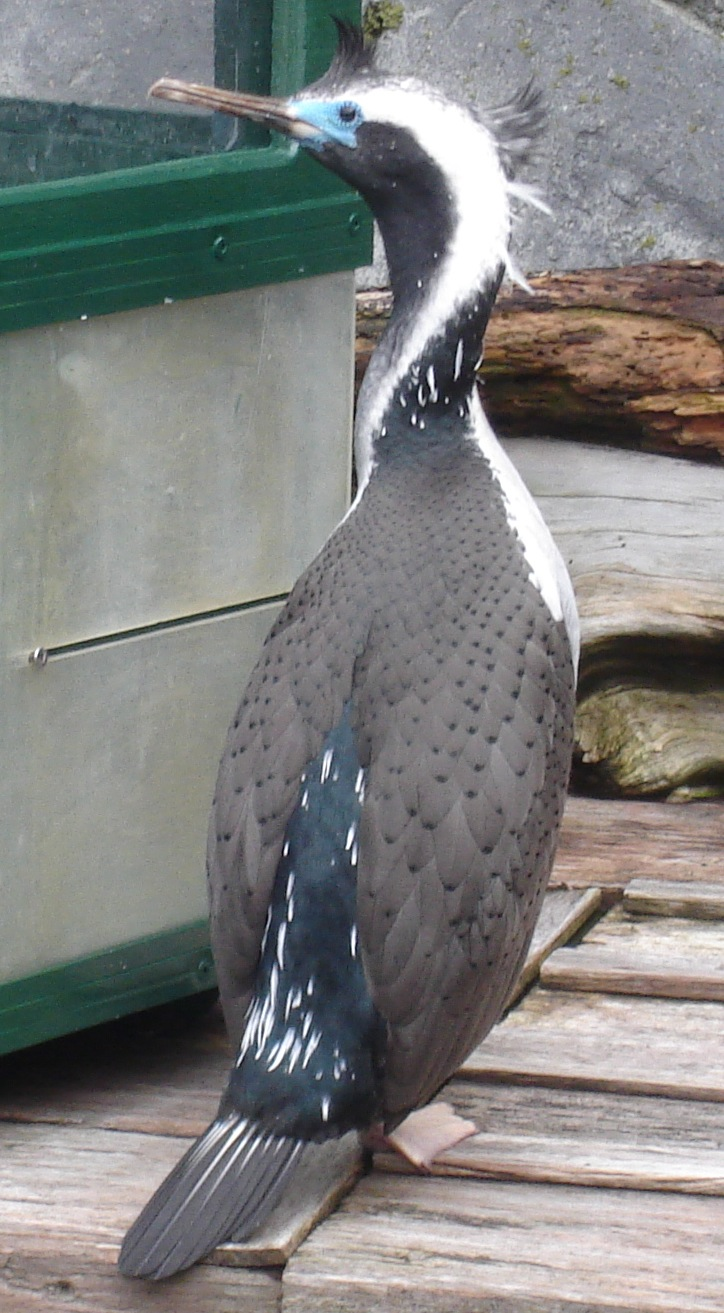
Tüpfelscharbe

### Weiterer Tierbestand
Im Auckland Zoo leben ca. 1400Tiere in 135 Arten. Gezeigt werden Säugetiere, Reptilien, Amphibien, Fische, Vögel, Insekten und Spinnen, die neben der australisch/neuseeländischen Fauna schwerpunktmäßig aus Asien, Afrika und Südamerika stammen. Aufgrund von Neuanschaffungen, Austauschprogrammen mit anderen Zoos, Zuchterfolge und Todesfällen verändert sich der Bestand jahrweise. Einige der gehaltenen Arten werden von der Weltnaturschutzunion IUCN als „gefährdet“ oder „vom Aussterben bedroht“ geführt. Nachfolgende Bild-Auswahl zeigt Tiere aus dem Bestand des Auckland Zoos:

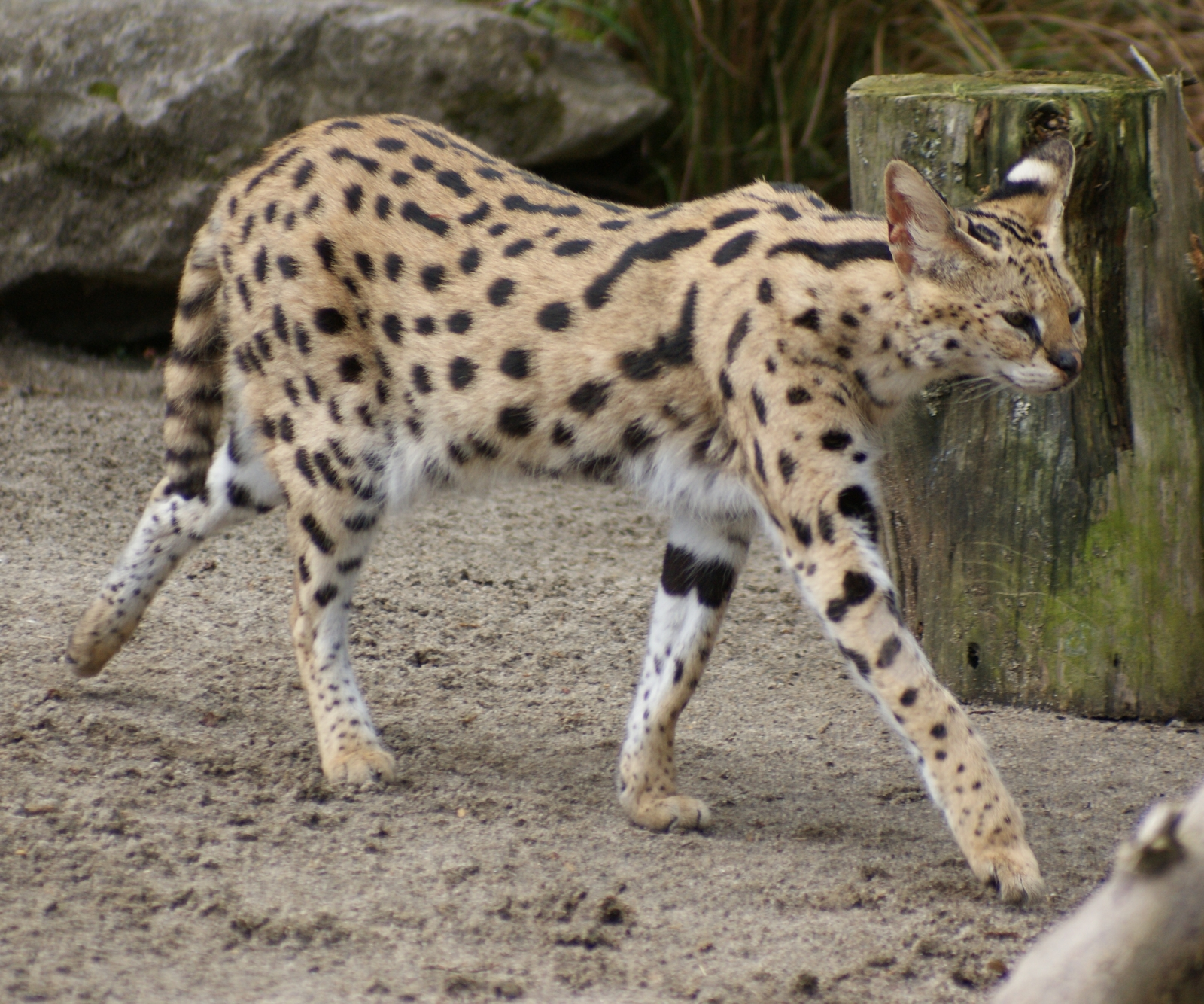
Serval (Leptailurus serval)
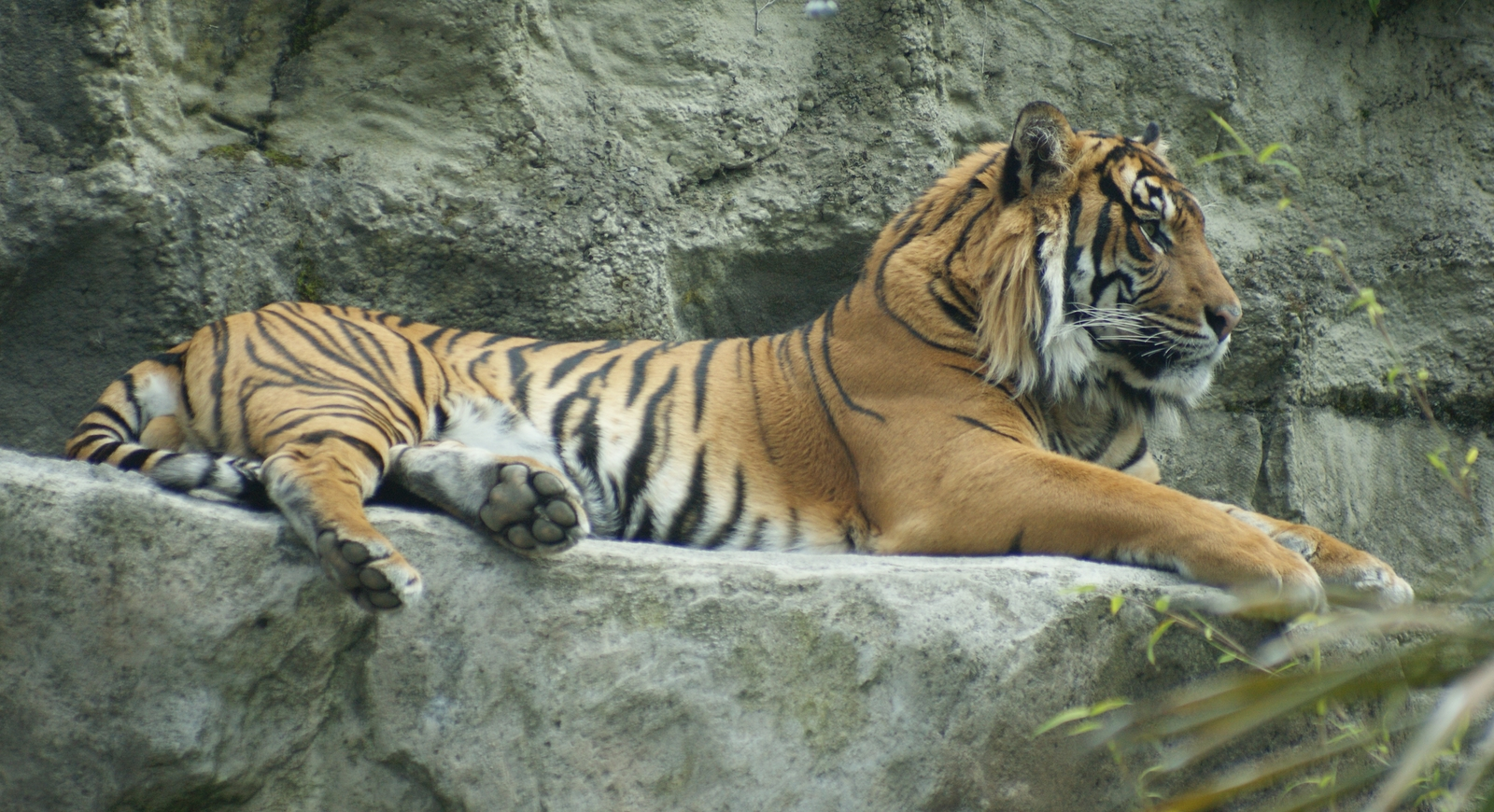
Tiger (Panthera tigris)
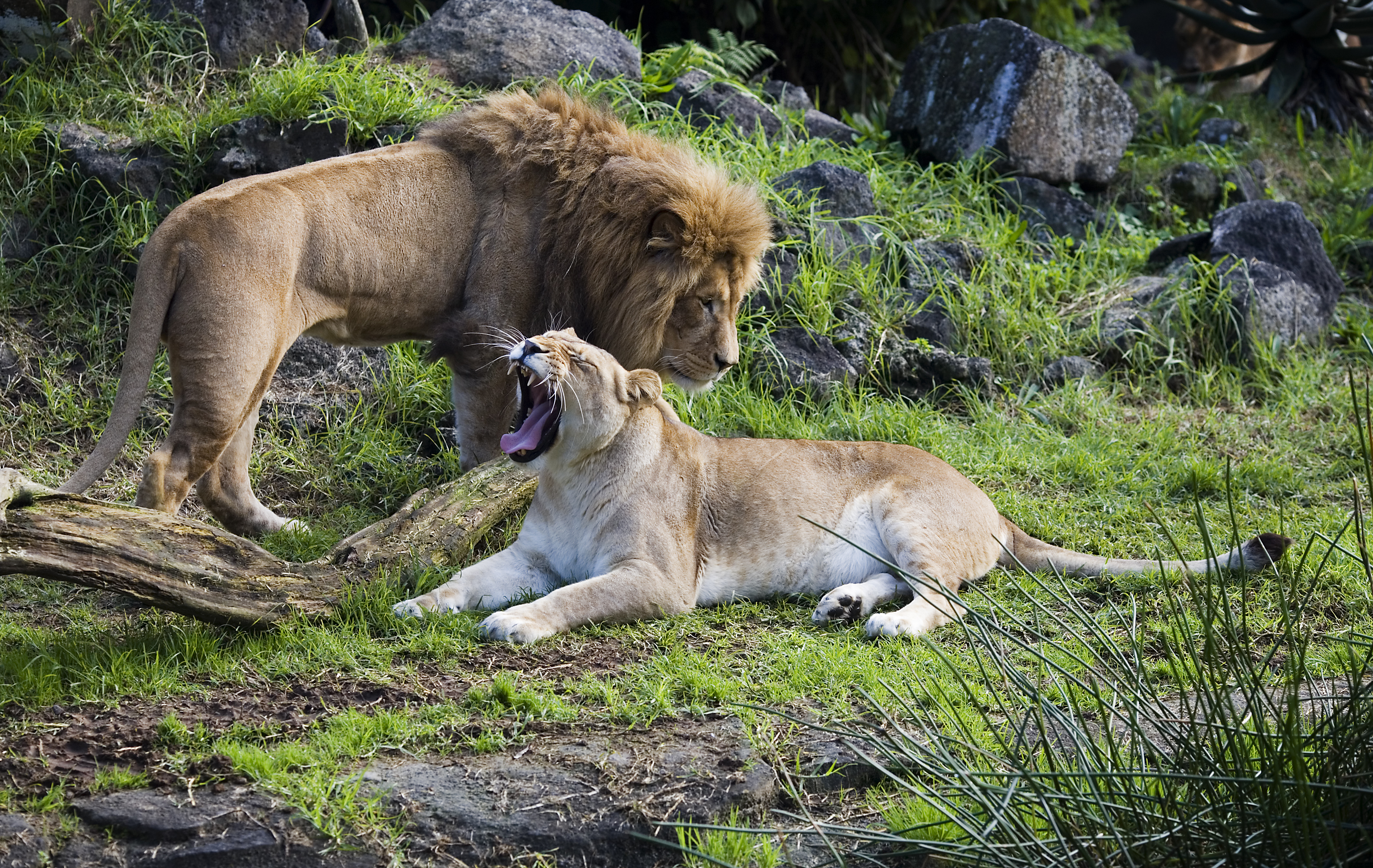
Löwenpärchen  (Panthera leo)
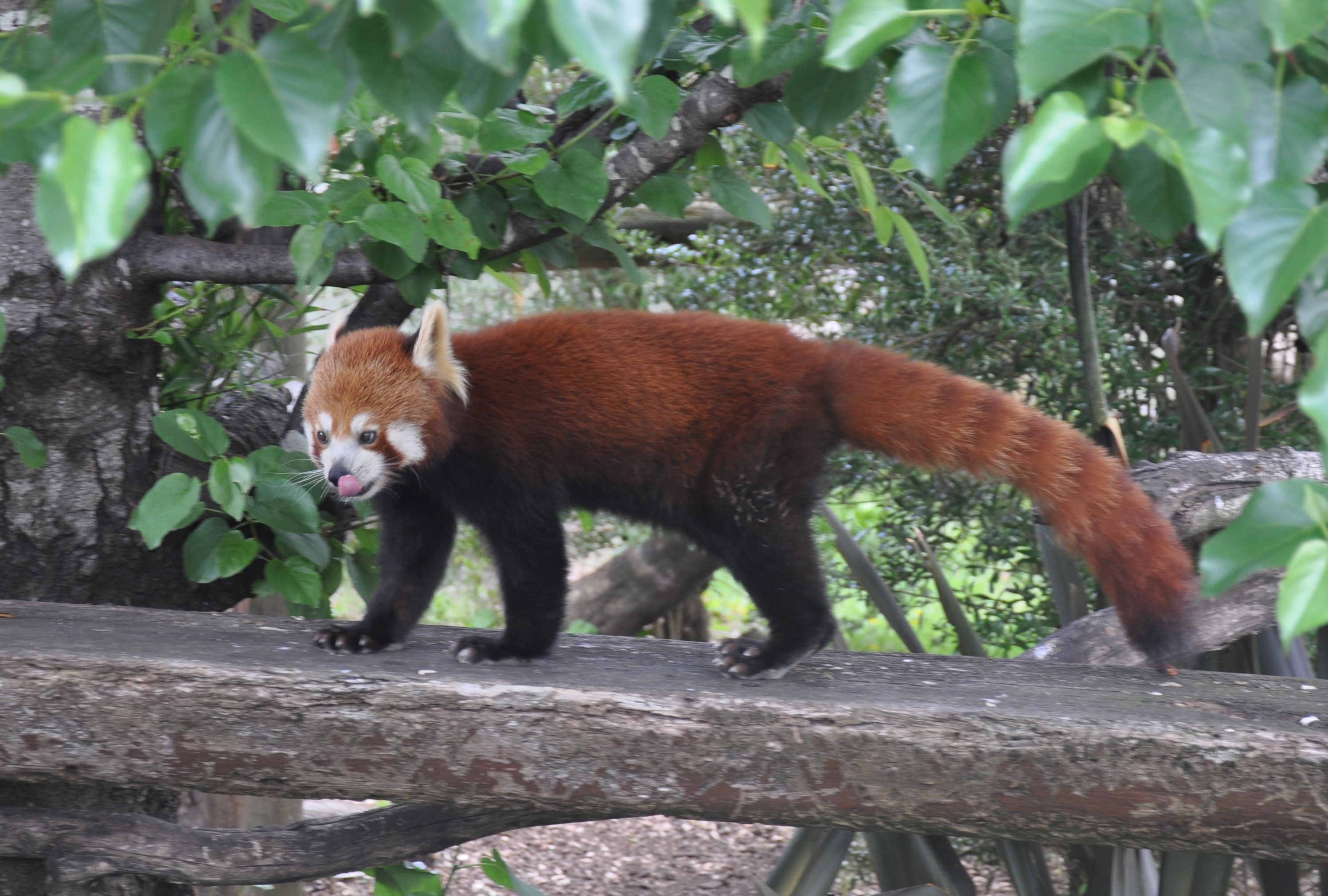
Westlicher Kleiner Panda (Ailurus fulgens)
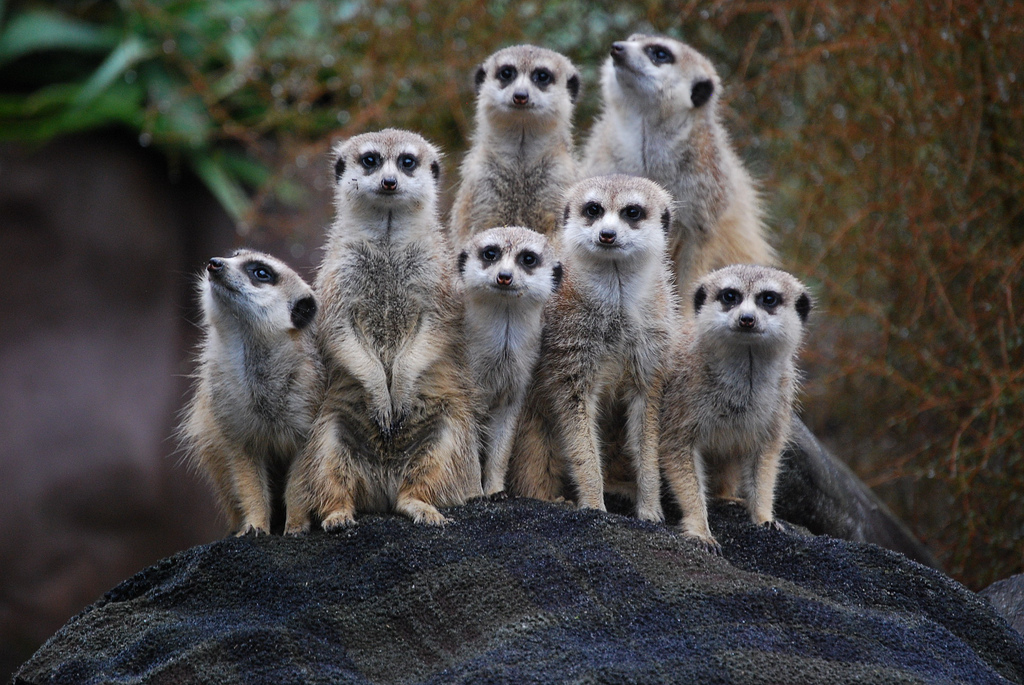
Erdmännchen (Suricata suricatta)
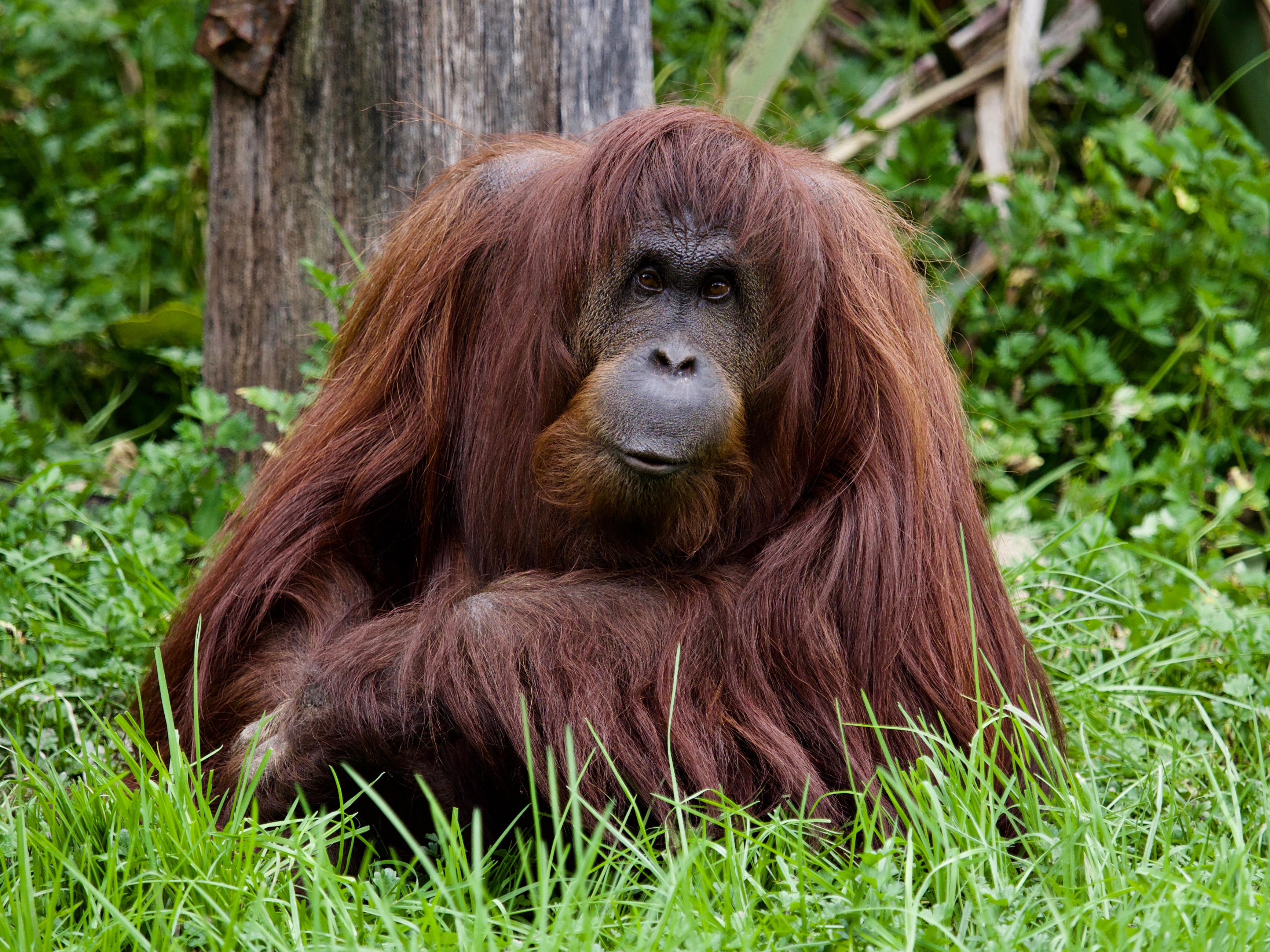
Borneo-Orang-Utan (Pongo pygmaeus)
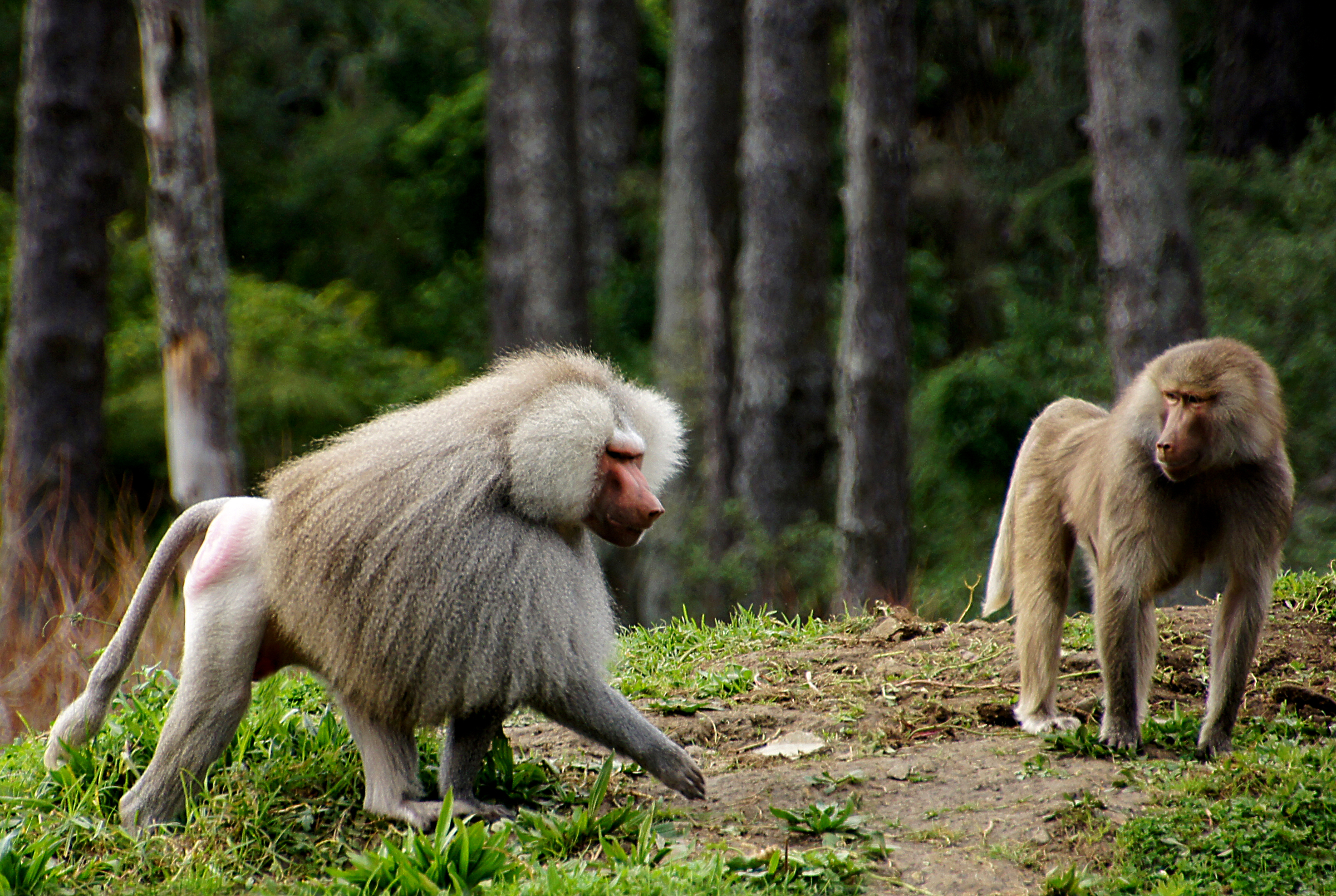
Mantelpaviane (Papio hamadryas)
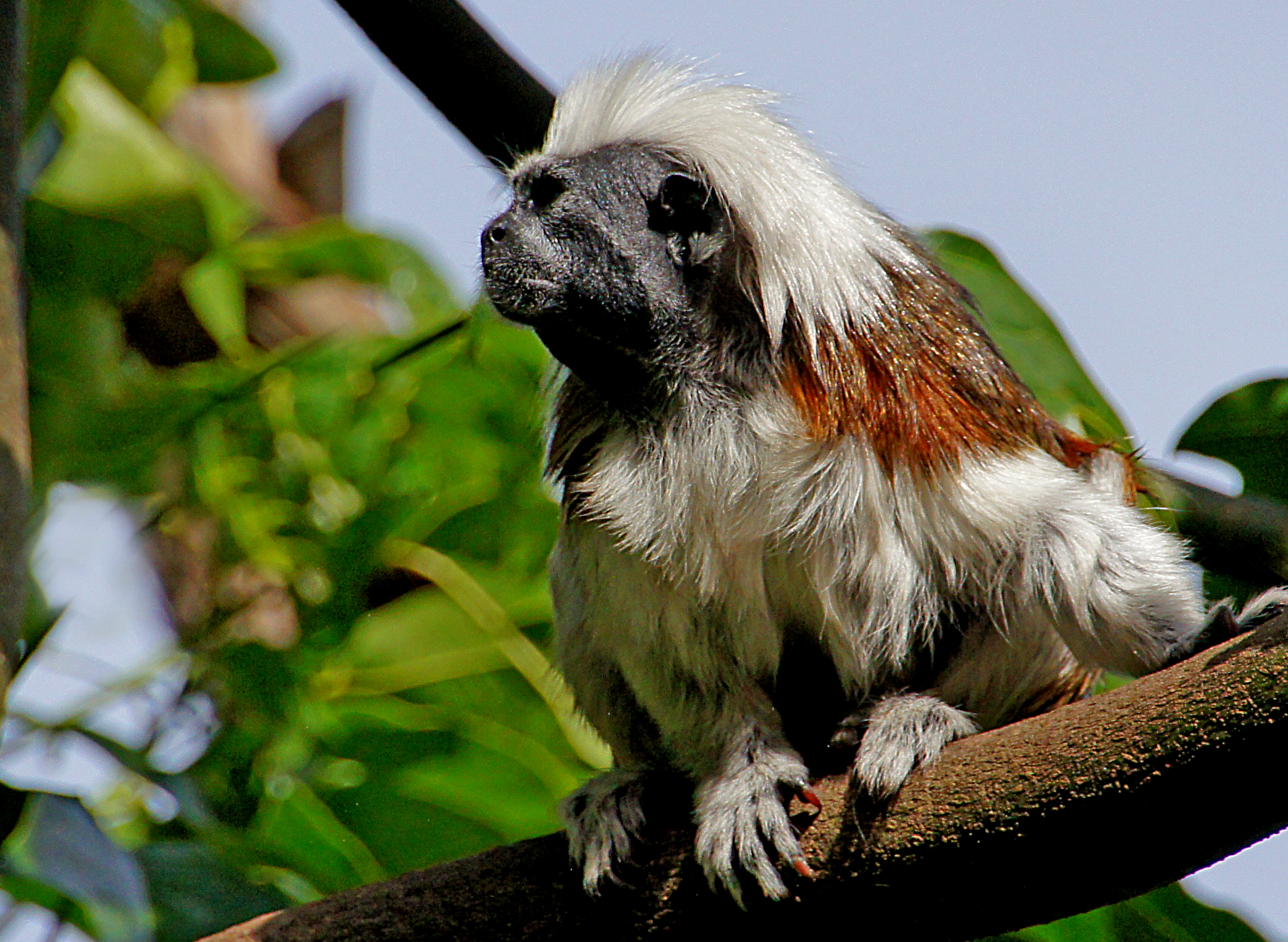
Lisztaffe (Saguinus oedipus)
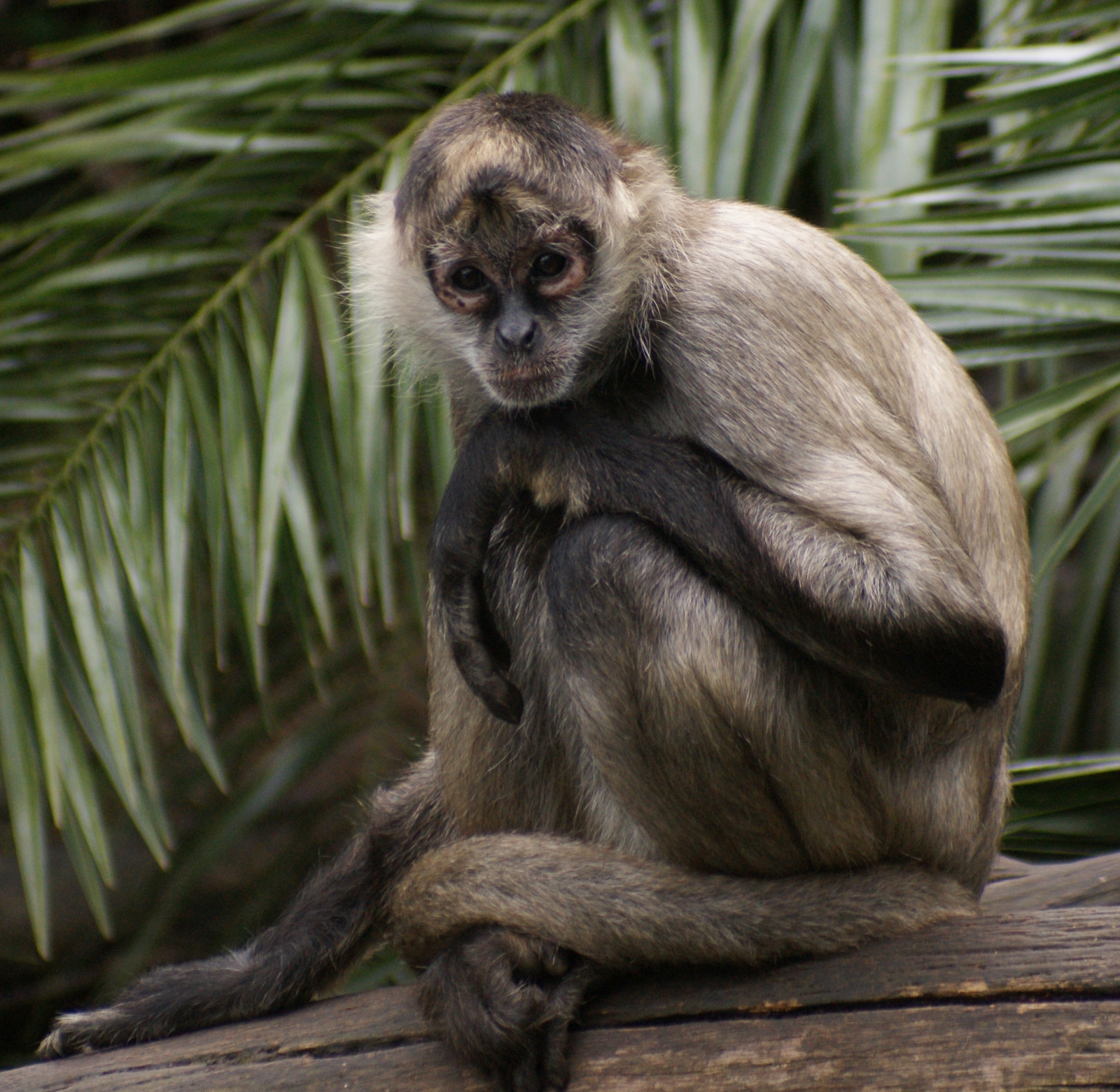
Geoffroy-Klammeraffe (Ateles geoffroyi)
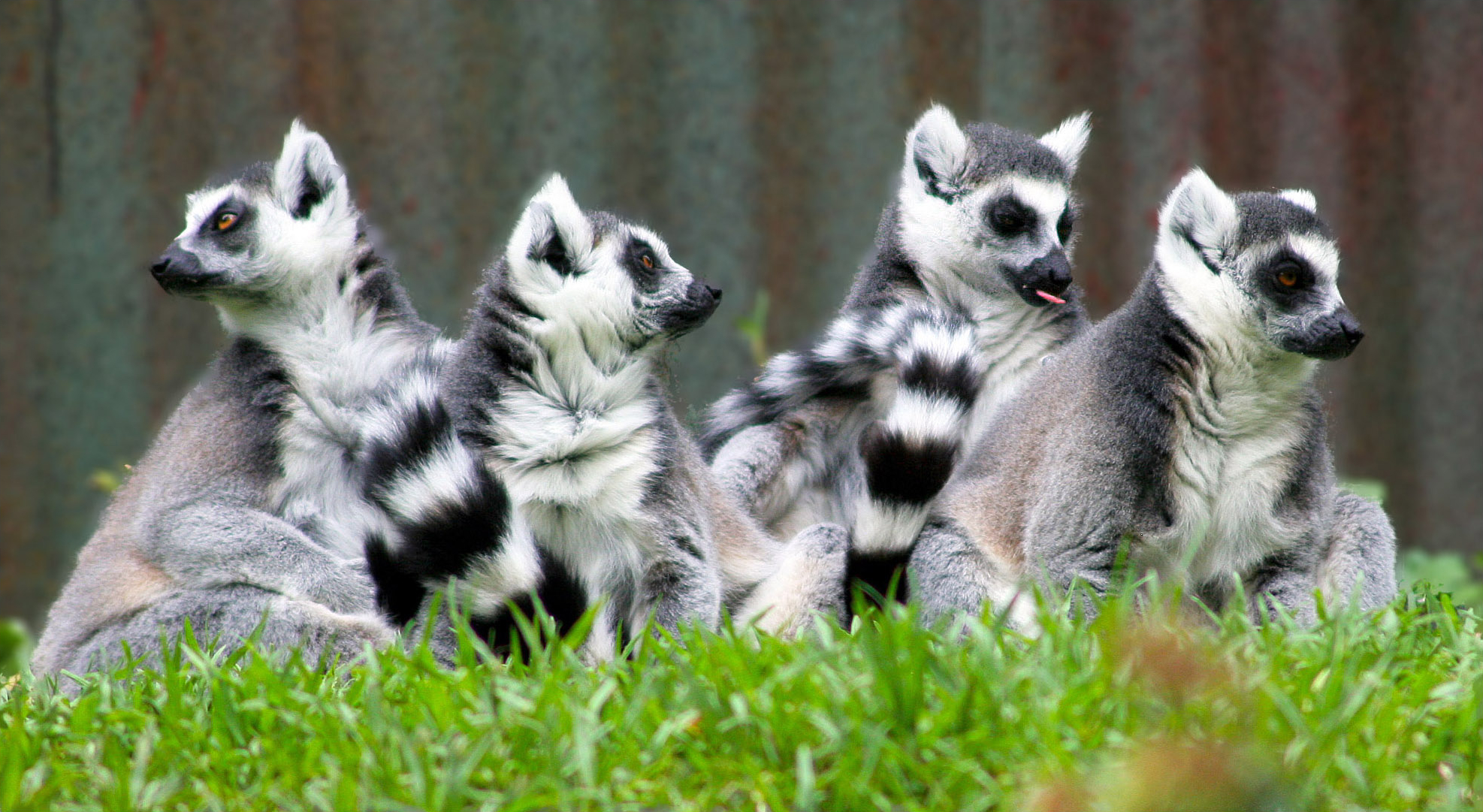
Kattas (Lemur catta)

## Arterhaltungsprogramme
Der Auckland Zoo beteiligt sich gemeinsam mit anderen Zoos an vielen Arterhaltungsprogrammen weltweit. Ein besonderes Anliegen ist dabei die Zucht und Wiederauswilderung einheimischer Arten. So wurden von der endemisch auf Neuseeland vorkommenden, zu den Langfühlerschrecken (Ensifera) aus der  Familie der Weta (Anostostomatidae) zählenden Deinacrida heteracantha (Maorische Sprache wētāpunga) bis Mitte 2022 ca. 4000 Exemplare ausgewildert. Das flugunfähige sehr große (ca. 90 mm) und sehr schwere (ca. 70 g) Insekt war durch eingeschleppte Säugetierarten vorher in seinem Überleben bedroht. Bis zum gleichen Zeitraum wurden außerdem 374 Kiwis und 180 Saumschnabelenten (Hymenolaimus malacorhynchos) ausgewildert. Außerdem werden weitere Programme zum Erhalt der Neuseeländischen Vogelwelt gefördert, beispielsweise für Kakas, Kakapos, Keas und Lappenkrähen (Callaeas cinereus) (Kokakos). Es werden sowohl Ex-situ-Projekte im Zoo oder in National Wildlife Centren als auch In-situ-Projekte gefördert.

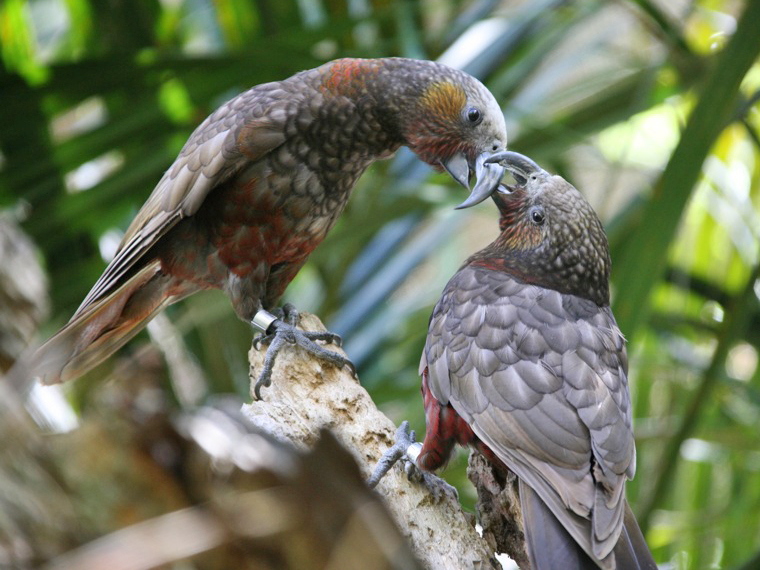
Kakas
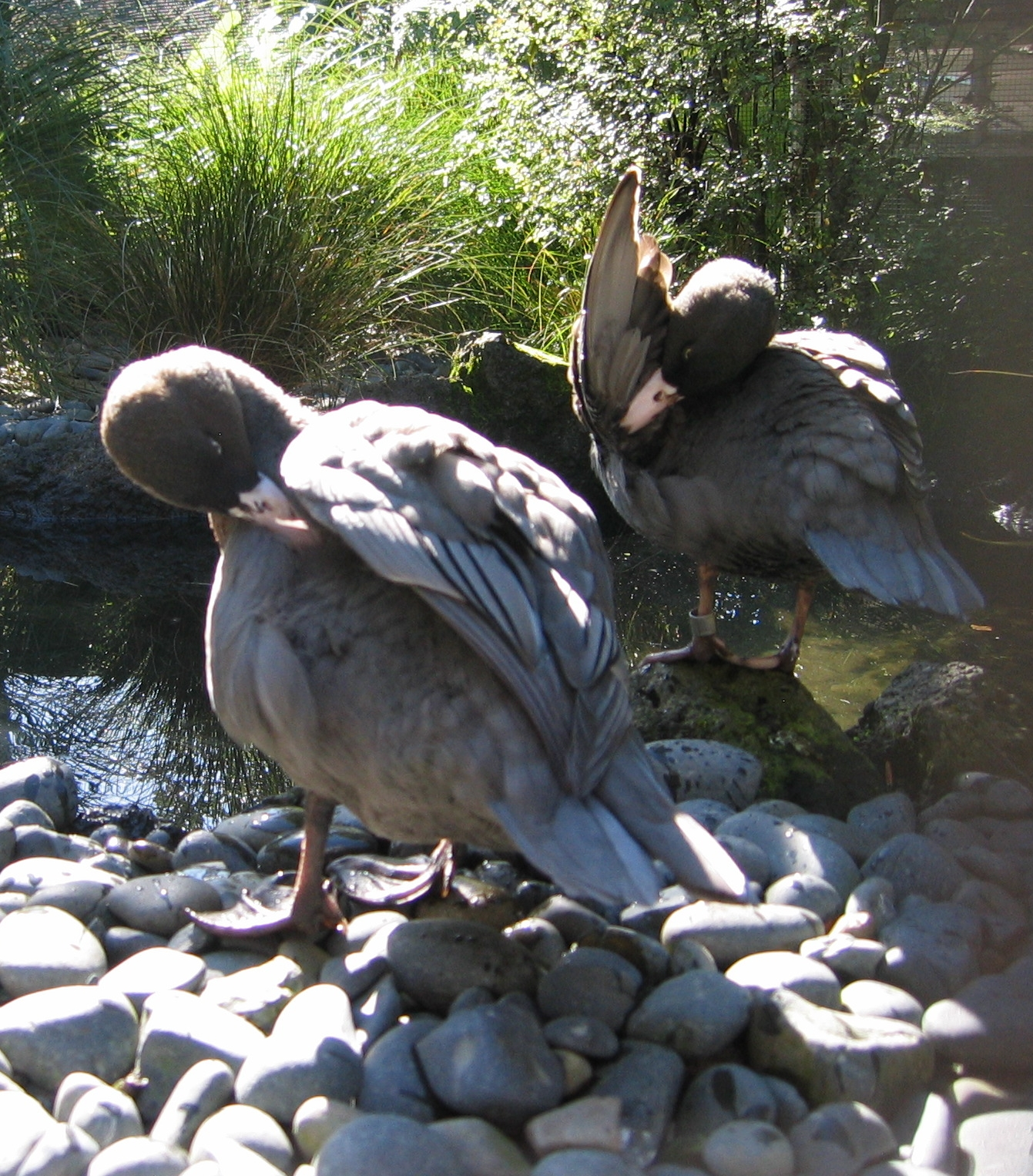
Saumschnabelenten
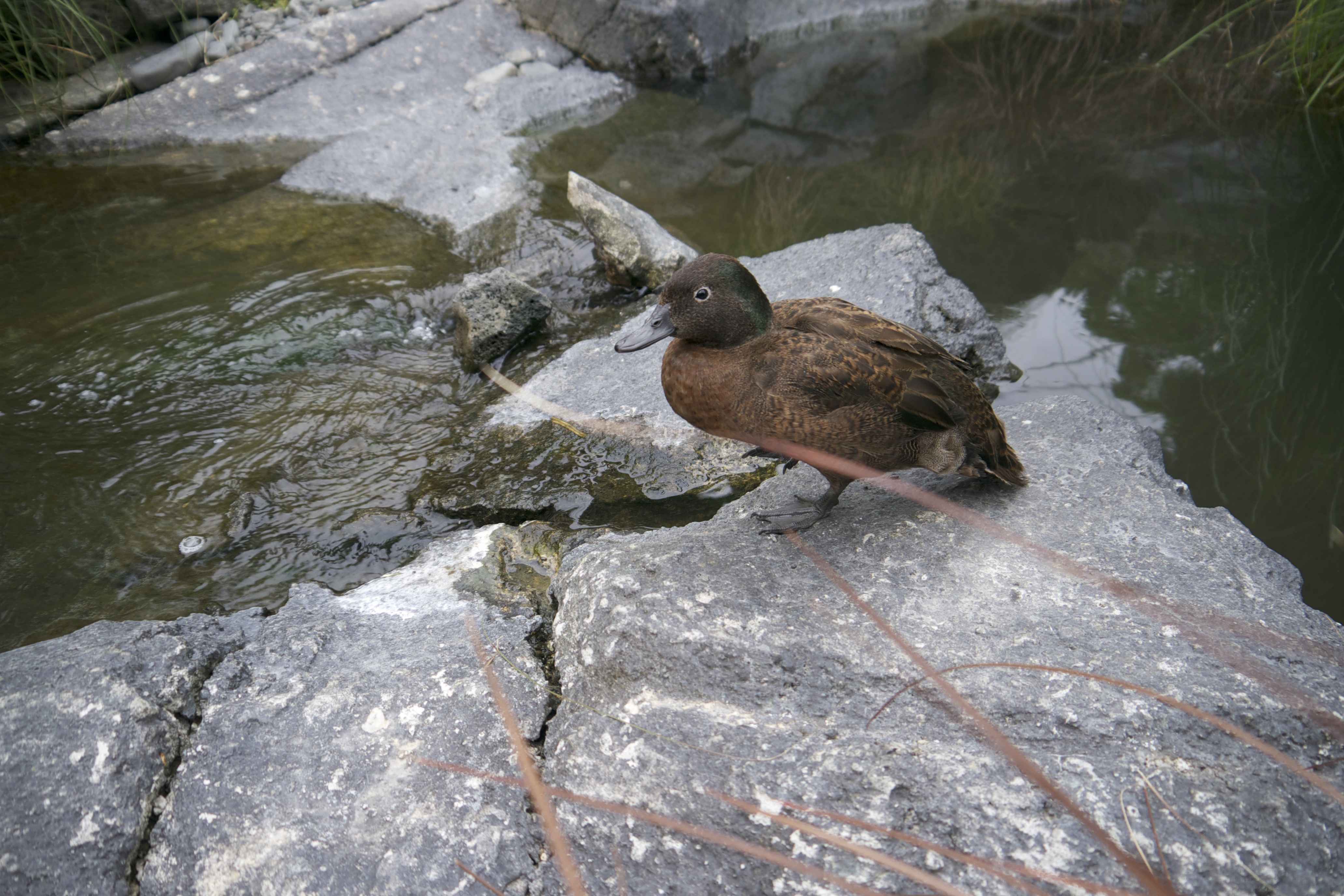
Campbellente
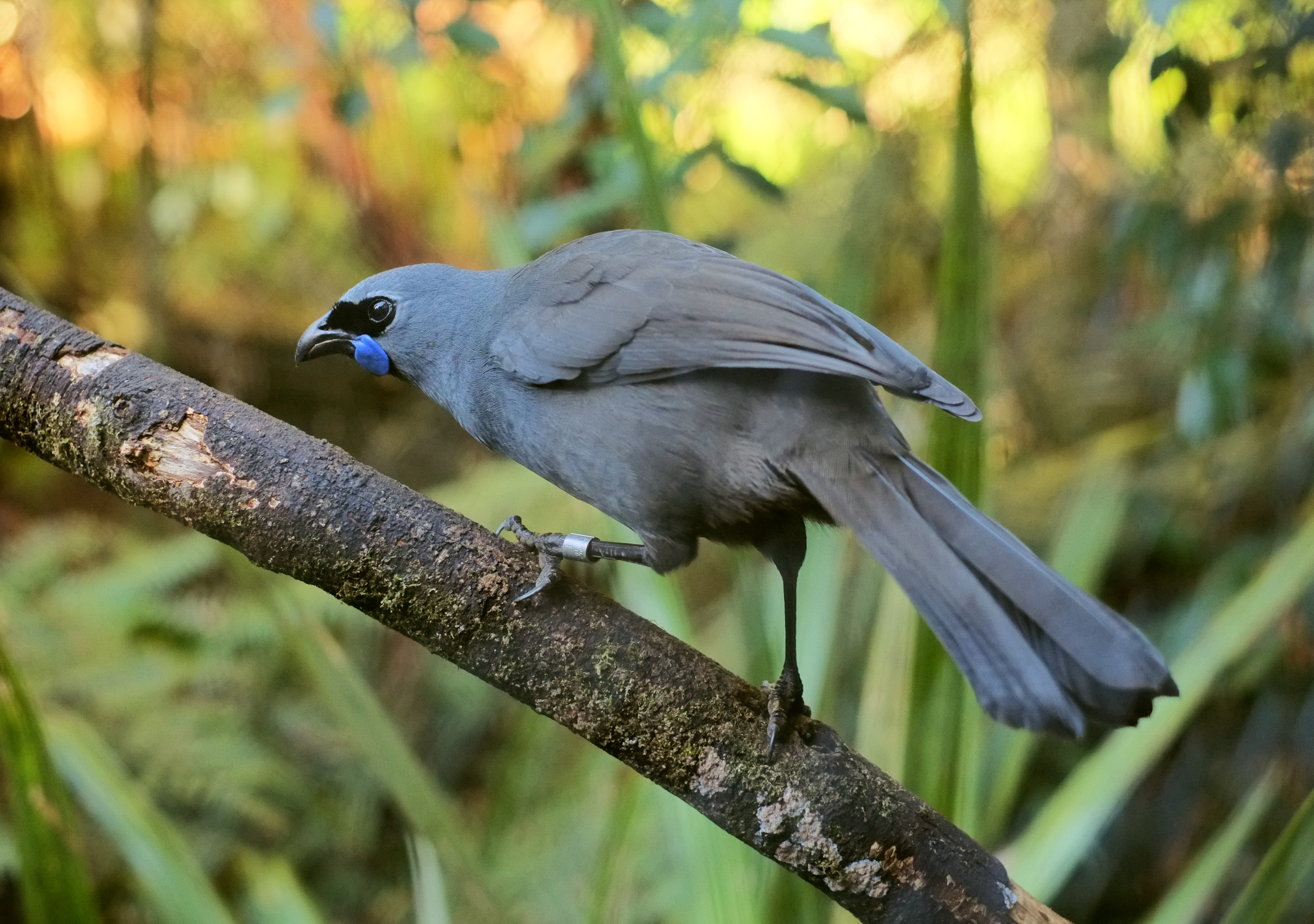
Lappenkrähe im Mount Bruce National Wildlife Centre
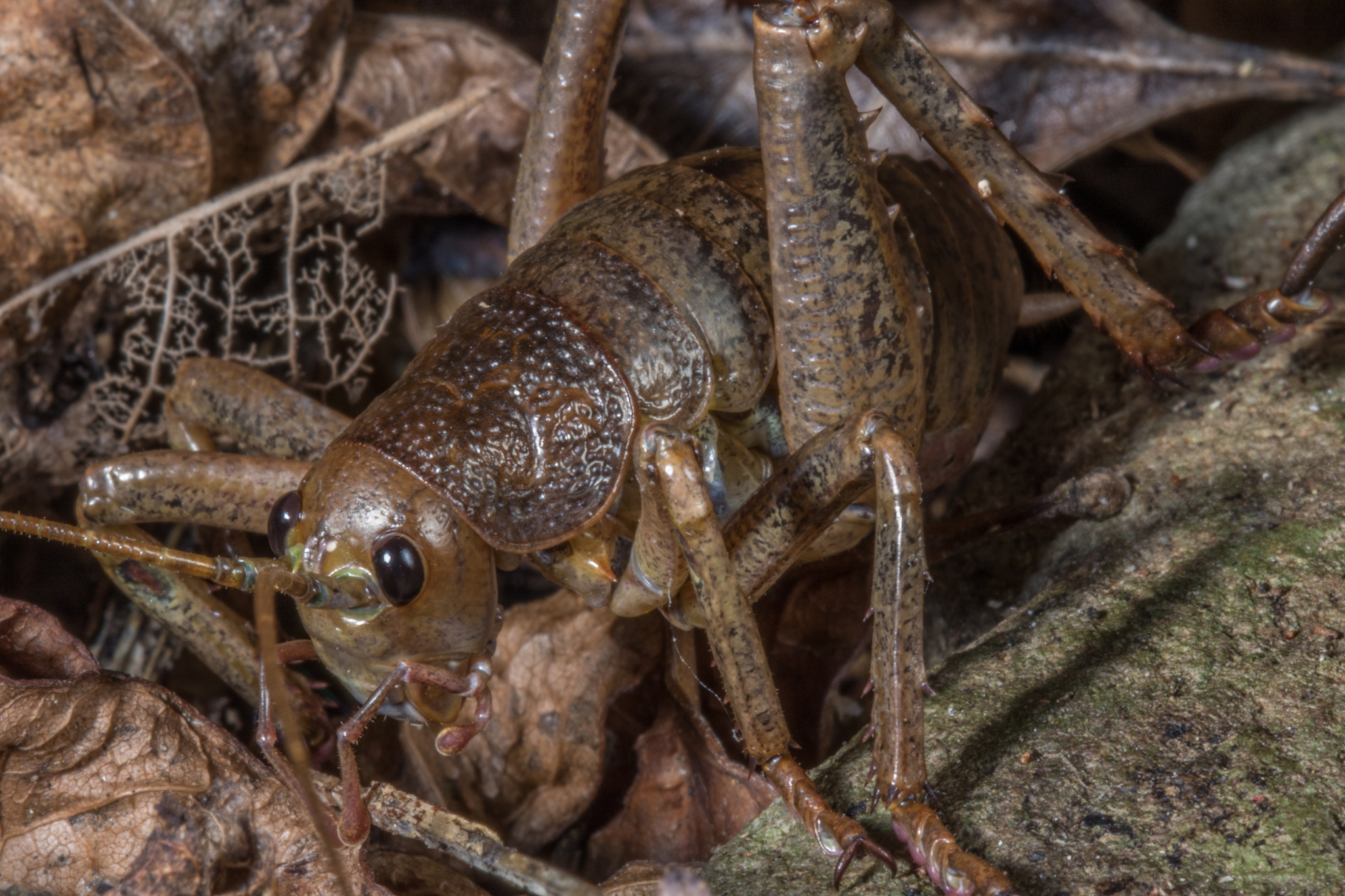
Deinacrida heteracantha (Freilandfoto)